# Andy B. Franck
Andy B. Franck (* 20. Februar 1971 in Stuttgart) ist Sänger der deutschen Band Brainstorm.

## Karriere
Andy B. Franck stieg nach einer klassischen Ausbildung an der Klarinette mit 14 Jahren in die Band "Lightning" ein. Erst als Bassist, später als Sänger nahm er mit der Band drei Demos auf. Nach ersten Konzerten im Großraum Stuttgart mit Lightning, Whisper und Crash'n'Crisis trat er 1992 der Band Ivanhoe bei. Die erste Veröffentlichung für ein breiteres Publikum war die Teilnahme am damaligen Peace Eater Sampler (1993) mit dem Song Rebellion and Indecision und brachte der Band einen Plattenvertrag mit WMMS Records ein. Zwischen  1994 und 1997 veröffentlichte Franck mit der Band drei Alben, spielte u. a. Tourneen im Vorprogramm von Sabbat, Enchant, Iced Earth und Nevermore.
1998 verließ Franck die Band und gründete mit neuen Musikern seine eigene Band Symphorce, wo er schon kurz nach Gründung einen Plattenvertrag mit dem Berliner Label Noise Records (u. a. Helloween, Grave Digger, Rage etc.) unterschrieb. Kurz nach Veröffentlichung des ersten Albums Truth to Promises (1999) kreuzten sich erstmals die Wege zwischen Franck und dem Brainstorm-Gitarristen Torsten Ihlenfeld. Bereits auf dem ersten gemeinsamen Album Ambiguity (2000; Metal Blade Rec.) zeigte sich das neue Trio Andy B.Franck / Torsten Ihlenfeld (guit.) / Milan Loncaric (guit.) als perfekt harmonierendes Team und brachte die Band auf eine erfolgreiche Europatournee mit Armored Saint. Besonders aber die Folgealben Metus Mortis (2001) und Soul Temptation (2003) zeigten eine deutliche Weiterentwicklung. Der erste Chartentry in der Geschichte der Band auf Platz 73 (Deutschland) war der zu erwartende Schritt für die Band.
Parallel zu Brainstorm veröffentlichte Franck weitere Alben mit seiner Band Symphorce und unterschrieb nach dem zweiten Album Sinctuary (2001; Noise Records) einen langfristigen Deal mit Metal Blade. 
In den Jahren 2002 bis 2010 wechselten sich weitere Alben mit Symphorce und Brainstorm ab und ließen Andy B. Franck auf verschiedene Tourneen weltweit gehen, bevor er Anfang 2011 Symphorce nach dem letzten Album Unristricted (2010, AFM Records) auflöste. 
Als einer der bekanntesten Sänger im Metal Genre konzentrierte sich Franck seither auf seine Hauptband Brainstorm und trat in den Folgejahren nur noch selten bei diversen Bands als Backingsänger oder 'Zweitstimme' in Erscheinung. 
Weltweite Festivalauftritte und Tourneen als Headliner folgten. So schloss er sich 2015 parallel zu Brainstorm der neu gegründeten Symphonic-Metal-Band Almanac mit dem ehemaligen Rage-Gitarristen Victor Smolski an. Zwei Alben und diverse Tourneen und Festivalauftritte später stieg Franck Anfang 2018 wieder aus.
Mit Brainstorm sollte noch im selben Jahr ein entscheidendes Album auf den Markt kommen, das die Band und natürlich auch Andy erneut um ein Vielfaches in der Bekanntheit weltweit steigen ließ. 2018 erschien das Album Midnight Ghost, und enterte weltweit diverse Charts, gefolgt von einer teilweise ausverkauften Tournee und Festivalauftritten. Fast drei Jahre später folgte das Album Wall Of Skulls, das in den Deutschen Media Control Charts Platz 12 erreichte.  

## Veröffentlichungen

### Tonträger
| Mit Ivanhoe - 1994 – Visions and Reality - 1995 – Symbols of Time - 1997 – Polarized | Mit Brainstorm Mit Symphorce | Mit Almanac - 2016 – Tsar - 2017 – Kingslayer |  |

### Bücher
- 2006 – Pro Secrets of Heavy Rock Singing (feat. Bruce Dickinson, Andy B. Franck, Tim Owens, Geoff Tate)
- 2007 – Heavy Metal – A History (w/ Brainstorm)